# Dilophus villosus
Dilophus villosus är en tvåvingeart som beskrevs av Edwards 1936. Dilophus villosus ingår i släktet Dilophus och familjen hårmyggor.
Artens utbredningsområde är Ecuador. Inga underarter finns listade i Catalogue of Life.